# تاکورو یاجیما
تاکورو یاجیما (انگلیسی: Takuro Yajima؛ زادهٔ ۲۸ مارس ۱۹۸۴) بازیکن فوتبال اهل ژاپن است.
از باشگاه‌هایی که در آن بازی کرده‌است می‌توان به باشگاه فوتبال کاوازاکی فرونتال، و باشگاه فوتبال شیمیزو اس-پالس، باشگاه فوتبال کاوازاکی فرونتال، و باشگاه فوتبال یوکوهاما مارینوس اشاره کرد.